# 풀라 공항

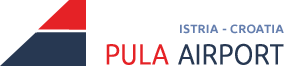

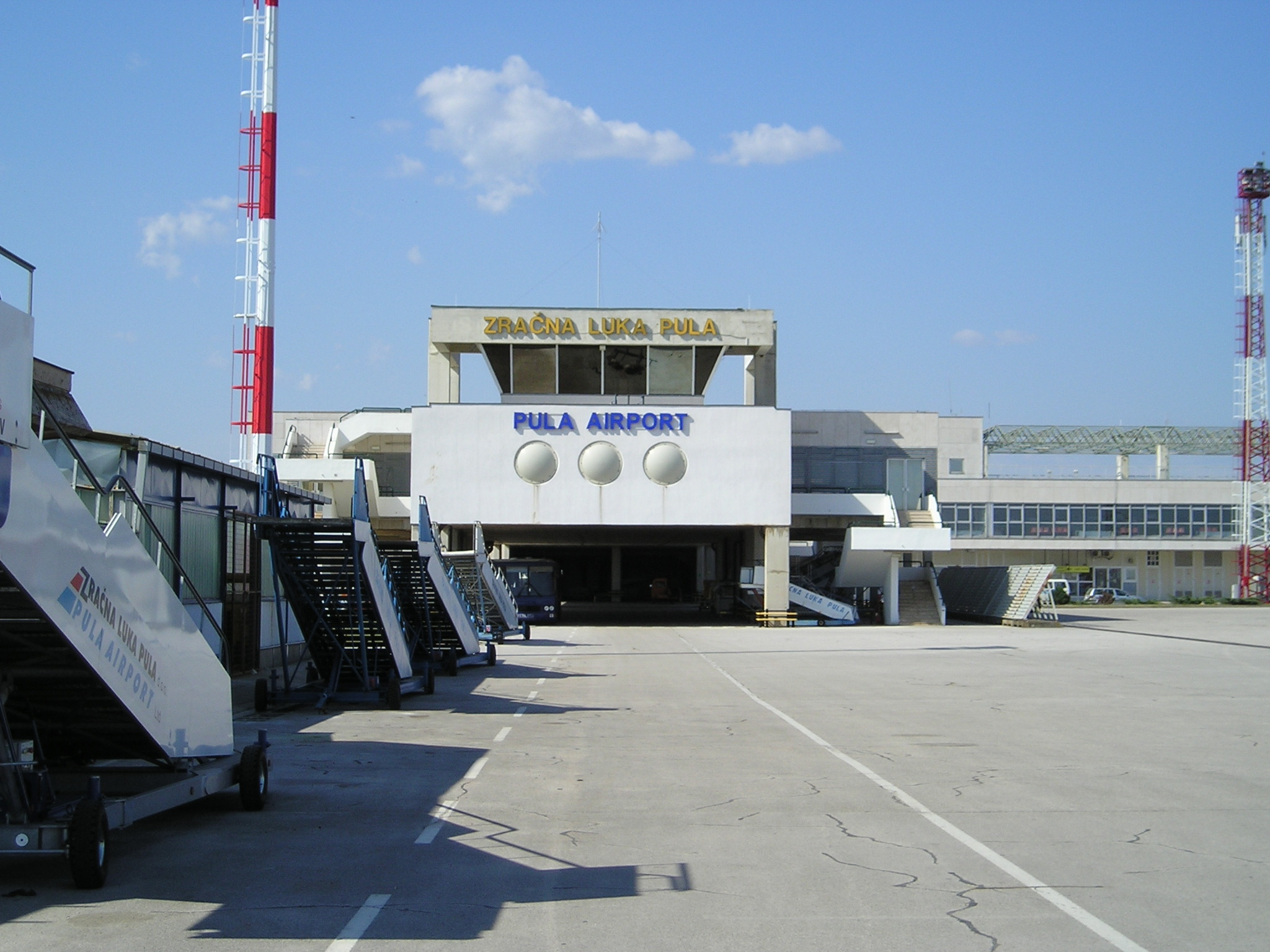

풀라 공항(Pula Airport, IATA: PUY, ICAO: LDPL)은 크로아티아 풀라를 관할하는 국제공항으로, 도시 중심부에서 6킬로미터 떨어진 곳에 위치해 있다. 2019년에 777,568명의 승객을 수용했다. 풀라, 이스트라반도 대부분 지역, 특히 브리유니 국립공원 대부분 지역의 주요 접근 지점 역할을 한다.